# الاعتداء (رواية)
الاعتداء (بالهولندية: De aanslag) هي رواية من تأليفِ الكَاتب الهولندي هاري موليسش نُشرت سنة 1982 وتُرجمت للعربية سنة 2017 من طرفِ أمينة عابد.

## قصّة الرواية
تدورُ أحداث الرواية أواخر الحرب العالمية الثانية؛ وبينما كانت هولندا ما زالت محتلة، تَقتل مجموعة من المقاومين شرطيًّا عميلًا وتنتهي الجثة لسبب غامض أمام منزل عائلة ستينفايك، فيحرق الألمان المنزل ولا ينجو من العائلة إلا أنطون ابن الإثني عشر عامًا. بعد ذلك بسنوات؛ يُصبح أنطون طبيبًا يعيشُ حياةً هادئةً ويتعمّد النسيان، إلا أن مصادفات الحياة وأزماتها ستعطيه خيوطًا متفرقةً تسمحُ له بإكمال صورة الحدث وإدراك عبثية الأقدار.

## الجوائز
تُعدّ هذه الرواية هي أول أعمال الكاتب الهولندي هاري موليسش التي تُترجم إلى العربية؛ كما تُرجمت إلى عديد من اللغات الأخرى. نالتْ الرواية جائزة ديبسيه الهولندية، كما تم تحويلها إلى فيلم سينمائي نال جائزة الأوسكار لأفضل فيلم أجنبي وجائزة جولدن جلوب لأفضل فيلم بلغة أجنبية، وجائزة أفضل فيلم في مهرجان سياتل الدولي للسينما عام 1986.

## روابط خارجية
- الاعتداء على موقع الموسوعة البريطانية (الإنجليزية)